# Charles Batteux

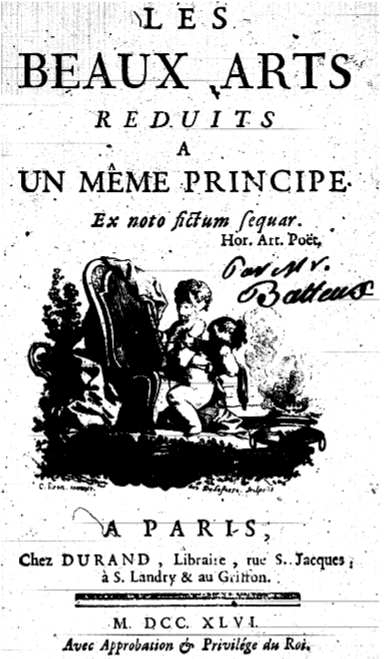
Portada de Les Beaux-Arts réduits à un même principe, 1746

Charles Batteux (Vouziers, 6 de maig de 1713 - París, 14 de juliol de 1780) va ser un clergue i filòsof francès especialitzat en estètica que va crear l'expressió belles arts.

## Biografia i obra
Batteux va néixer a Alland'Huy-et-Sausseuil, a les Ardenes, i va estudiar teologia a Reims. El 1739 va arribar a París, i després d'ensenyar als col·legis de Lisieux i Navarra, va ser nomenat per a la càtedra de filosofia grega i filosofia romana al Collège de France.
El 1746 va publicar el tractat Les belles arts reduïdes a un únic principi (Les Beaux-Arts réduits à un même principe), amb el qual va intentar unificar les nombroses teories sobre els conceptes de bellesa i gust. Les seves opinions van ser àmpliament acceptades, no només a França sinó a tot Europa.

Segons P. O. Kristeller,
| « | El pas decisiu cap al sistema de les belles arts (i per tant la idea moderna d'art) va ser fet per l'abat Batteux al seu famós i influent tractat... [convertint-lo en] el primer a exposar un sistema clar de les belles arts en un tractat dedicat completament a aquest tema. | » |

La fama així obtinguda, consolidada després amb la seva traducció d'Horaci (1750), li va facilitar que fos invitat a ser membre de lAcadémie des Inscriptions el 1754 i de lAcadémie française el 1761. El seu Cours de belles lettres (curs de belles lletres) de 1761 va ser inserit, al costat d'altres escrits menors, al més ampli Principes de la littérature (principis de la literatura) de 1774.
Entre els seus escrits filosòfics es poden destacar La morale d'Épicure tirée de ses propres écrits (la moral d'Epicur partint dels seus propis escrits) de 1758 i la  Histoire des causes premières (història de les causes primeres) de 1769, que es pot considerar un dels primers intents d'història de la filosofia. Com a conseqüència de la llibertat amb què en aquesta obra atacava l'abús d'autoritat en filosofia, va perdre la seva càtedra.
Al seu treball sobre Epicur, basat en el treball de Gassendi, Batteux va defensar l'epicureisme contra els atacs generals fets contra aquesta visió del món. La seva darrera i més extensa obra va ser un Cours d'études à l'usage des élèves de l'école militaire (curs per als estudiants de l'escola militar) en quaranta-cinc volums.

## Les Belles Arts
Batteux, a l'àmbit conceptual, participa especialment en la unificació de les arts en la noció única d'Art, sobre una base comuna basada en el sentiment o la sensació. És a dir, basada en la relació amb l'objecte o l'actuació (en el cas de la música, per exemple), i no amb la seva essència.
A Les Beaux Arts, Batteux va desenvolupar una teoria sobre les belles arts influenciada per John Locke a través del sensualisme escèptic de Voltaire. Va sostenir que les belles arts són arts ("conjunts de regles per fer-ho bé"), per produir coses belles ("que agraden" per elles mateixes), sempre "a imitació de la belle nature", i que requereixen de geni o invenció humanes per ser considerades com a tals.
Aplicant aquest principi a l'art de la poesia, i analitzant línia per línia i fins i tot paraula per paraula les obres dels grans poetes, Batteux va deduir la llei que la bellesa de la poesia consisteix en l'exactitud, la bellesa i l'harmonia de les expressions individuals.
Les Beaux Arts de Batteux va ser sens dubte l'obra més influent sobre estètica publicada al segle xviii. Va influir en tots els principals filòsofs de l'estètica de la segona meitat del segle: Diderot, Herder, Hume, Kant, Lessing, Mendelssohn i altres van adoptar les seves opinions o van reaccionar-hi en contra.
És l'obra a la qual se li atribueix, en general, l'establiment del sistema modern de les belles arts (poesia, pintura, música, escultura i dansa, a la que hi afegeix l'arquitectura i l'eloqüència) en contraposició a les arts aplicades. El llibre de Batteux és també una ajuda inestimable per a la interpretació de les arts del segle xviii. L'obra de Batteux és una contribució important al cognitivisme estètic (la visió que les obres d'art contribueixen de manera important al coneixement). Batteux va fer a més una contribució significativa a la comprensió de l'expressivitat de la música.

Segons el gran historiador de l'estètica Władysław Tatarkiewicz, 
La teoria de les belles arts que Batteux va presentar es reduïa a afirmar que la característica comuna a totes és que imiten la realitat. Semblava que havia estat viatjant per una ruta antiga, realment molt antiga, i que era ben coneguda des de l'antiguitat. Tanmateix, només ho era de forma aparent, ja que des de l'antiguitat (per ser més precisos, des de Plató i Aristòtil) les arts s'havien dividit en originals i imitatives, i totes les discussions que es van fer sobre la mimesi, o la imitatio, al curs de més de dos mil anys havia pertangut exclusivament a les arts imitatives o mimètiques, a la pintura, escultura i poesia, i no a l'arquitectura o la música. Batteux va ser el primer que va considerar que totes les belles arts eren mimètiques, i va basar la seva teoria general en la mimesi. La teoria no sembla pas correcta; no obstant això, va gaudir de gran popularitat. Es tractava de la primera teoria general de l'art que es feia per fer una nova comprensió de les arts. El segle xviii, a més d'aïllar l'art en sentit modern, també va construir una expressió per referir-se al fet singular de les lleis que el governen. Molt abans, Aristòtil havia escrit (Poètica, 1460 b 13 n) que «el que és cert en política pot no ser-ho en poesia» i que el que pot ser cert en art pot no ser possible en la realitat. Tanmateix, només a finals del segle xviii es va expressar el següent aforisme: «L'art és allò que es dona a si mateix la seva pròpia regla» (Kunst ist was schit selbst die Regel gibt). Així pensava Friedrich von Schiller en una carta a Kórner (Briefe III.99). Tot i això, aquesta idea que feia referència a l'autonomia de l'art no va obtenir però l'acceptació que va tenir la idea de Batteux.